# Calmar Ratio
Die Calmar Ratio ist eine betriebswirtschaftliche Kennzahl, die als ex post-Risikomaß die Rendite eines zinstragenden Finanzinstruments oder Finanzprodukts dem maximalen Kursverlust gegenüberstellt.
Calmar ist das Akronym für „California Managed Account Report“. Die Kennzahl geht auf den Fondsmanager Terry W. Young zurück, der sie 1991 vorstellte. Die Calmar Ratio wird als Risikomaß bei der Messung der Performance von Finanzinstrumenten oder Finanzprodukten eingesetzt.
Performance-Kennzahlen, die den Kursverlust (englisch drawdown) als eine der Größen beinhalten, können wie folgt unterschieden werden:
| Kursverlust                    | betriebswirtschaftliche Kennzahl |
| ------------------------------ | -------------------------------- |
| maximaler Kursverlust          | Calmar Ratio                     |
| durchschnittlicher Kursverlust | Sterling Ratio                   |
| Varianz                        | Burke Ratio                      |

Diese Kennzahlen gelten als Verfeinerung des Sharpe-Quotienten, der Kursgewinne und Kursverluste gleich gewichtet, obwohl das eigentliche Kursrisiko lediglich aus einem potenziellen Kursverlust besteht.

## Ermittlung
Ausgangspunkt im Standard ist die aus den letzten 36 Monaten beobachtete durchschnittliche Jahresrendite. Beim Calmar Ratio {\displaystyle CR} wird diese durchschnittliche Jahresrendite der letzten drei Jahre ({\displaystyle ROR}) dem maximalen Kursverlust (englisch Maximum Drawdown) {\displaystyle MDD} gegenübergestellt:
{\displaystyle CR={\frac {ROR}{MDD}}}.
Liegt die Drei-Jahres-Rendite über dem maximalen Kursverlust, ist das Calmar Ratio positiv, und die Kapitalanlage hat sich gelohnt. 

## Wirtschaftliche Aspekte
Die Calmar Ratio ist eine Kennzahl, welche die Performance von Kapitalertrag erbringenden Finanzinstrumenten oder Finanzprodukten misst, die gleichzeitig einem Kursrisiko ausgesetzt sind. Als Rendite kommen die Anleihenrendite oder die Aktien- bzw. Dividendenrendite in Betracht. Finanzprodukte, bei denen es keinen Kursverlust geben kann (beispielsweise Bankguthaben in Inlandswährung), können mit dieser Kennzahl nicht bewertet werden. Ein Wert von {\displaystyle +1} sagt aus, dass der maximale Kursverlust der durchschnittlichen Rendite entsprochen hat. Je höher der Wert, umso besser ist das Finanzprodukt. 
Die Kennzahl wird insbesondere als Anlagestrategie und Handelsstrategie bei Investmentfonds und hier vor allem bei Hedgefonds eingesetzt. Sie kann auch für ein gesamtes Portfolio (Fondsvermögen von Investmentfonds, Sicherungsvermögen bei Versicherern, Wertpapierdepots von Kreditinstituten oder Privatanlegern) verwendet werden.